# Апостроф
Апострофът (’ или ') е препинателен знак, представляващ единична горна запетая или къса права черта. Изпълнява различни функции, някои от които:
- в българския, френския, италианския, английския и други езици обозначава пропуснати звуци, букви или цифри („К’во правиш“ вместо „Какво правиш“, фр. „l’homme“ вместо „le homme“, англ. „I’m“ вместо „I am“, „gov't“ вместо „government“, Световно първенство '98 вместо Световно първенство 1998).
- в английския се употребява комбинацията 's за обозначаване на притежание. Например „John's hat“ означава „шапката на Джон“.
- в македонската литературна норма с апостроф се отбелязва наличието на звука Ъ – 'ргам, р'ж, 'рбиново и други.